# Diagramma di Frost

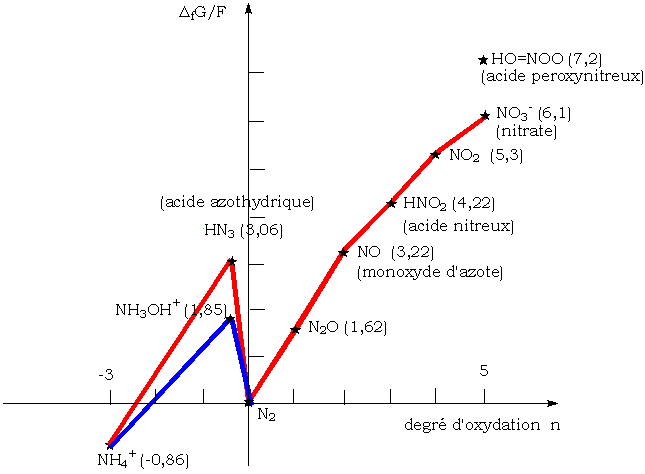
Diagramma di Frost per l'azoto a pH=0

Il diagramma di Frost è una rappresentazione grafica su un sistema di assi cartesiani che riporta in ascisse il numero di ossidazione di un elemento chimico e in ordinate il valore del prodotto nE, dove n è il numero di elettroni, ognuno di carica elementare e, trasferiti durante il processo redox in cui l'elemento passa da un dato valore del numero di ossidazione al valore 0 ed E rappresenta il potenziale standard di riduzione dello stesso processo redox. Alcuni testi, data la relazione ΔG = -neE che esprime la variazione di energia libera, riportano in ordinate il valore  ΔG/e o in forma molare ΔG/F (indicando con F la costante di Faraday). È necessario specificare anche il valore di pH di riferimento, in quanto le diverse specie redox sono influenzate da tale valore.

## Utilizzo
Il diagramma di Frost, che può essere costruito utilizzando il diagramma di Latimer, risulta di interesse pratico per trarre indicazioni circa le proprietà chimiche di un elemento sulla base di considerazioni termodinamiche. In particolare:
- il punto posto più in basso rappresenta la forma più stabile;
- lo spostamento in senso discendente è termodinamicamente favorito;
- una specie posta in sommità verso la parte destra è fortemente ossidante;
- dividendo il coefficiente angolare della retta che unisce due punti del grafico per il numero di elettroni trasferiti si ricava il potenziale relativo a due diverse specie considerate;
- una specie che si trova su un punto convesso è soggetta a disproporzione, al contrario una specie posta su un punto concavo è più stabile e può invece essere formata in seguito di comproporzione.

Quanto detto si applica per un diagramma che riporta in ascisse valori in senso crescente, come mostrato nell'immagine. Si sottolinea ciò in quanto autori differenti possono utilizzare diagrammi riportati in modo diverso e ciò non deve trarre in inganno. Inoltre si rimarca che le considerazioni tratte si basano sulla termodinamica, nella pratica occorre considerare anche i fattori cinetici, i quali potrebbero anche contrastare con le considerazioni termodinamiche (una reazione può essere favorita termodinamicamente ma non cineticamente).